# Marianna Salchinger
Marianna Salchinger (* 20. Jänner 1974) ist eine ehemalige österreichische Skirennläuferin aus Ligist in der Weststeiermark. Ihre Spezialdisziplinen waren Abfahrt und Super-G.

## Biografie
Salchinger begann schon früh mit dem Skisport und wechselte daher vom heimischen Gymnasium in Köflach zur Skihauptschule und später Skihandelsschule in Schladming. In der Saison 1991/92 wurde sie schließlich in den Kader des ÖSV aufgenommen. Ihr erster Weltcupstart war schon im Februar 1993 in Veysonnaz, in den folgenden Jahren fuhr sie aber vor allem FIS-Rennen und im Europacup. 1994 verletzte sie sich an der Schulter und flog kurzzeitig aus dem ÖSV-Kader.
Der sportliche Durchbruch gelang Marianna Salchinger mit dem Sieg der Europacup-Gesamtwertung in den Saisonen 1996/97 und 1997/98 trotz eines Kreuzbandrisses im Frühjahr 1997. Durch den Gewinn der Disziplinenwertungen in Abfahrt und Super-G erarbeitete sie sich einen fixen Startplatz in der österreichischen Weltcupmannschaft.
Erstmals Weltcuppunkte erreichte Salchinger am 29. November 1997 als 29. im Super-G von Mammoth Mountain. In der Folge schaffte sie etliche gute Platzierungen sowohl in Abfahrt als auch im Super-G inklusive zweier Plätze unter den besten 10 (5. in der Abfahrt von St. Moritz und 6. im Super-G von Lake Louise in der Saison 1998/99). Der Sprung an die absolute Weltspitze gelang ihr jedoch nicht. Im Jahr 2000 musste sich Marianna Salchinger einer Knorpeloperation im Knie unterziehen und sechs Monate pausieren. In der Folge erreichte sie nicht mehr ihre bisherigen Leistungen und beendete nach der Saison 2000/01 ihre Karriere.
Nach ihrer aktiven Skikarriere schrieb Marianna Salchinger für das Skiportal ski2b.com und gründete zusammen mit ihrem Mann eine Firma für Webdesign. Außerdem arbeitet sie bei Skiübertragungen für das ZDF.